# Эртильский район
Эрти́льский райо́н — административно-территориальная единица (район) и муниципальное образование (муниципальный район) на северо-востоке Воронежской области России.
Административный центр — город Эртиль.

## География
Эртильский муниципальный район расположен в северо-восточной части Воронежской области. Он граничит на севере с Липецкой и Тамбовской областями, на востоке с Терновским районом, на юге с Аннинским, на западе с Панинским и Верхнехавским районами. Расстояние от райцентра до Воронежа — 145 км.
Природа
Эртильский район расположен на юге лесостепной зоны, в Окско-Донской равнины. Местность без больших перепадов, со слаборазвитыми оврагами и балками.
Район беден полезными ископаемыми: гончарные глины, бластные пески, суглинки. Последние используются в качестве сырья местными кирпичными заводами. По оценкам специалистов запасы Прокуроровского (мкр. города Эртиль) месторождения составляет 199 тысяч кубометров.
По климату район несколько отличается от других районов Воронежской области, так как здесь наблюдается пониженное количество годовых осадков и самая низкая температура как зимой, так и летом.
Примерно 80 % площади района находится под пашней. Район специализируется на выращивании сахарной свеклы, зерновых культур, кукурузы, подсолнечника.
Наиболее крупные реки — это Битюг и Токай, относящиеся к Битюго-Хопёрскому гидрологическому району. Эти реки отличаются извилистостью, медленным течением, большим числом мелей. Река Битюг принимает в себя пересыхающие реки Гнилуша, Самовчика, Матреночка, Паневка, Эртиль. Река Токай в верхнем течении практически пересыхает и образует озерца. Токай подпитывает только Малая Речка.
Основными лесными массивами района являются: Малореченская речная дача, Дондуковская дача близ Александровки, хвойные и смешанные лесочки у сёл Самовец, Битюг-Матреновка, Щучинские Пески, Малые Ясырки и посёлка Морозовка. Из древесных пород наиболее распространены: сосна, осина, ольха, вяз, берёза, тополь, клён, дикая груша, ильмовые породы, липа, рябина, калина, ивовые породы, ясень, многие из кустарниковых, дуб. Меньше всего встречается дуб, а 40—50 лет назад эта порода была доминирующая.
Появление лесомелиоративной станции во многом способствует сохранению и увеличению лесного покрова (с 1 % до 3,5 %). Большое значение имеет также лесозащитные полосы (шириной 10—20 м), первые из которых были посажены в 1900—1903 гг. сподвижниками В. В. Докучаева.
Лекарственные растения представлены следующими видами: тысячелистник, зверобой, душица, цикорий, полынь лекарственная, пижма, кровохлебка, ландыш, подорожник, пастушья сумка, горец птичий, корень валерьяны, девясил, мать-и-мачеха, конский щавель, орляк, шалфей, хвощ полевой, мята, чистотел, земляника и прочие.
Фауна представлена кабанами, бобрами, косулями, лосями. Исчезли волки, байбаки, лебеди, белки, многие виды землероек и суслики. Несколько веков назад водились дикие лошади (тарпаны) и дрофы. При раскопках курганов находили останки медведей и оленей, что даёт основание полагать их былую принадлежность к фауне Эртильского района. Также малочисленны и редки весенние и осенние стаи перелётных гусей и уток.
Почти повсеместно исчезли раки. Среди рыб остались наиболее «стойкие» виды: щука, окунь, лещ, карась, плотва и краснопёрка. Стали редки язь, линь, карп, вьюн, голавль. По рассказам старожилов когда-то в реках водились сомы.
Степная фауна представлена обитателями: лисица, заяц-беляк, заяц-русак, лесная куница, енотовидная собака, выхухоль, дятел, поползень, чёрный дрозд, мыши полёвки и другие грызуны, ящерица, копчик, перепел, воробей, ворона, грач, сорока, большая синица, соловей, жаворонок, иволга, дикий голубь, кукушка, степной орёл, летучая мышь, лебедь, удод, сова.

## История
Основная причина организации Эртильского района — устоявшаяся специализация производства сахара в этой местности и укрупнение и развитие посёлка Эртиль.
Район был организован 21 ноября 1938 года путём выделения части земель из Щучинского района Воронежской области и Большедобринского сельсовета из территории Тамбовской области. В 1957 году его территория расширилась за счёт части упразднённого Токайского района. 12 декабря 1962 года район прекратил существование, будучи включённым в состав укрупнённого Аннинского района. В современных границах Эртильский район существует с 12 января 1965 года согласно Указу Президиума Верховного Совета РСФСР. С возвращением статуса к Эртильскому району присоединили Токайский (упразднён 5 октября 1957 года) и Щучинский (упразднён 26 апреля 1962 года) районы. Районный центр — Эртиль обрёл статус города 01.02.1963 года.
Заселение эртильских земель — часть истории продвижения русского населения на восточные окраины России. Первые сёла по Битюгу: Щучье, Ертил, Матрёнка, Самовец и Вязковка появились в начале XVIII века после переселенческих указов Петра I. Несколько позднее заселены территории по рекам Токай и Малая: Александровка, Копыл, Бегичево, Буравцовка. Побитюжские селения района, населённые крестьянами-однодворцами, не знали крепостных порядков, в то время, как Прокуроровка, Бегичево, Александровка были помещичьими. В пределах современного района крупными замлевладельцами являлись знаменитый любимец Екатерины II князь А. Г. Орлов-Чесменский, затем его династические родственники Орловы. Землями восточной части владели господа Кологривовы, отставной генерал Шмаров и Дондуковы-Корсаковы, оставившие о себе память рукотворной дубравой.
Появление города Эртиль связано с хозяйственной деятельностью князей Орловых. Здесь, на пересечении скотопрогонного тракта на пути к Москве и реки Большой Эртиль, в 1897 году был построен сахарный завод, вокруг которого сформировался фабричный посёлок. В июне 1906 года, доведенные до отчаяния малоземельем, взбунтовались крестьяне сел Побитюжья. Летом 1920 — весной 1921 годов и на территории района вспыхнуло народное восстание, которое было названо «Антоновщина» — по фамилии одного из руководителей. Повстанцы захватили и сожгли национализированный сахарный завод, разрушили железнодорожную станцию, убили 26 жителей посёлка. В кровопролитных боях под Эртилем, близ местечка Отрог, и в некоторых селах погибли сотни красноармейцев и бойцов антоновских отрядов.
Важнейшими событиями 1930-х годов стали: строительство современного сахарного завода и посёлка Новостройка, организация Эртильской и Первомайской МТС.
В годы Великой Отечественной войны на её фронтах сражалось более 22 тысяч эртильцев. Восемь с половиной тысяч из них не вернулись с войны. Героями Советского Союза стали: Кабанов Е. И., Колбнев В. Ф., Сотников В. И., Кондауров П. С., Попов Н. И. Полные кавалеры ордена «Славы»: Леонов В. Г., Рудницких И. Д., Симонов Е. А., Кондауров В. М. Участники Парада Победы: Чиварзин Г. Г., Воропаев В. Г., Варфломеев П. И.
Экономика района эпохи развитого социализма опиралась на успехи коллективов Эртильского сахарного, механического, опытно-механического заводов, маслозавода, лесомелиоративной станции, «ПМК-6 Водострой», строительных организаций, совхозов «Красноармейский», «Россия», спецхоза «Восток», колхозов «Победа», «им. Фрунзе», «Прогресс», «Рассвет», «им. Куйбышева», «им. Ильича» и других предприятий.
В 2009 году глава Эртильского района Николай Парахин был отстранён от должности после возбуждения против него уголовного дела по превышению служебных полномочий. 2 сентября 2011 года в отношении него вступил в силу приговор, согласно которому он «осужден по части 2 статьи 286 УК РФ к 2 годам лишения свободы, условно с испытательным сроком на 1 год, с лишением права занимать должности на государственной службе сроком на 1 год».

## Население
| \| 1989[5] \| 2000 \| 2002[6] \| 2009[7] \| 2010[8] \| 2011[9] \| 2012[10] \| \| -------- \| -------- \| -------- \| -------- \| -------- \| -------- \| -------- \| \| 36 054 \| ↘34 344 \| ↘31 499 \| ↘28 173 \| ↘25 728 \| ↘25 579 \| ↘25 086 \| \| 2013[11] \| 2014[12] \| 2015[13] \| 2016[14] \| 2017[15] \| 2018[16] \| 2021[17] \| \| ↘24 607 \| ↘24 133 \| ↘23 839 \| ↘23 412 \| ↘23 097 \| ↘22 756 \| ↘20 865 \| \| 2025[2] \| \| \| \| \| \| \| \| ↘19 911 \| \| \| \| \| \| \| 10 000 20 000 30 000 40 000 2010 2015 2025 |         |         |         |         |         |         |
| 1989 | 2000    | 2002    | 2009    | 2010    | 2011    | 2012    |
| 36 054 | ↘34 344 | ↘31 499 | ↘28 173 | ↘25 728 | ↘25 579 | ↘25 086 |
| 2013 | 2014    | 2015    | 2016    | 2017    | 2018    | 2021    |
| ↘24 607 | ↘24 133 | ↘23 839 | ↘23 412 | ↘23 097 | ↘22 756 | ↘20 865 |
| 2025 |         |         |         |         |         |         |
| ↘19 911 |         |         |         |         |         |         |

### Урбанизация
В городских условиях (город Эртиль) проживают  48,55 % населения района.

### Национальный состав
По итогам переписи населения 2020 года проживали следующие национальности (национальности менее 0,1 % и другое, см. в сноске к строке «Другие»):
| Национальность | Численность, чел. | Доля     |
| -------------- | ----------------- | -------- |
| Русские        | 18 511            | 88,72 %  |
| Турки          | 195               | 0,93 %   |
| Таджики        | 47                | 0,23 %   |
| Украинцы       | 39                | 0,19 %   |
| Узбеки         | 36                | 0,17 %   |
| Цыгане         | 30                | 0,14 %   |
| Езиды          | 30                | 0,14 %   |
| Армяне         | 27                | 0,13 %   |
| Другие         | 1950              | 9,35 %   |
| Итого          | 20 865            | 100,00 % |

## Муниципально-территориальное устройство
В Эртильский муниципальный район входят 14 муниципальных образований, в том числе 1 городское и 13 сельских поселений:
| №  | Муниципальное образование              | Административный центр | Количество населённых пунктов | Население | Площадь, км2 |
| -- | -------------------------------------- | ---------------------- | ----------------------------- | --------- | ------------ |
| 1  | городское поселение город Эртиль       | город Эртиль           | 9                             | ↘10 940   | 196,58       |
| 2  | Александровское сельское поселение     | село Копыл             | 3                             | ↘795      | 100,56       |
| 3  | Битюг-Матрёновское сельское поселение  | село Битюг-Матрёновка  | 3                             | ↘820      | 97,77        |
| 4  | Большедобринское сельское поселение    | село Большая Добринка  | 1                             | ↘415      | 44,84        |
| 5  | Борщёво-Песковское сельское поселение  | село Борщёвские Пески  | 2                             | ↘533      | 79,82        |
| 6  | Буравцовское сельское поселение        | деревня Буравцовка     | 6                             | ↗552      | 70,95        |
| 7  | Морозовское сельское поселение         | посёлок Марьевка       | 5                             | ↗385      | 33,95        |
| 8  | Первомайское сельское поселение        | посёлок Первомайский   | 8                             | ↘1474     | 191,00       |
| 9  | Первоэртильское сельское поселение     | посёлок Перво-Эртиль   | 11                            | ↘1175     | 129,04       |
| 10 | Ростошинское сельское поселение        | село Ростоши           | 2                             | ↘1176     | 138,71       |
| 11 | Самовецкое сельское поселение          | село Большой Самовец   | 4                             | ↘767      | 89,85        |
| 12 | Щучинское сельское поселение           | село Щучье             | 3                             | ↘1629     | 125,56       |
| 13 | Щучинско-Песковское сельское поселение | село Щучинские Пески   | 2                             | ↘659      | 80,08        |
| 14 | Ячейское сельское поселение            | село Ячейка            | 4                             | ↗584      | 79,10        |

## Населённые пункты
В Эртильском районе 63 населённых пункта.
| №  | Населённый пункт  | Тип     | Население | Муниципальное образование              |
| -- | ----------------- | ------- | --------- | -------------------------------------- |
| 1  | Александровка     | село    | ↘402      | Александровское сельское поселение     |
| 2  | Баженовка         | посёлок | ↘45       | Первоэртильское сельское поселение     |
| 3  | Бегичево          | деревня | ↘128      | Буравцовское сельское поселение        |
| 4  | Битюг-Матрёновка  | село    | ↘533      | Битюг-Матрёновское сельское поселение  |
| 5  | Большая Добринка  | село    | ↘415      | Большедобринское сельское поселение    |
| 6  | Большой Самовец   | село    | ↘719      | Самовецкое сельское поселение          |
| 7  | Борщёвские Пески  | село    | ↘605      | Борщёво-Песковское сельское поселение  |
| 8  | Буравцовка        | деревня | ↘302      | Буравцовское сельское поселение        |
| 9  | Васильевка        | посёлок | ↘29       | Первоэртильское сельское поселение     |
| 10 | Введенка          | посёлок | ↘331      | Первоэртильское сельское поселение     |
| 11 | Веселовка         | посёлок | ↘135      | городское поселение город Эртиль       |
| 12 | Виноградовка      | посёлок | →0        | Ячейское сельское поселение            |
| 13 | Владимировка      | посёлок | ↘0        | Первоэртильское сельское поселение     |
| 14 | Вознесеновка      | посёлок | ↘24       | Первоэртильское сельское поселение     |
| 15 | Возрождение       | посёлок | ↘79       | Первомайское сельское поселение        |
| 16 | Вязковка          | село    | ↘166      | Битюг-Матрёновское сельское поселение  |
| 17 | Гнилуша           | село    | ↘236      | Битюг-Матрёновское сельское поселение  |
| 18 | Голевка           | посёлок | ↗30       | Ячейское сельское поселение            |
| 19 | Гороховка         | село    | ↘122      | Щучинское сельское поселение           |
| 20 | Грязцы            | деревня | ↘50       | Самовецкое сельское поселение          |
| 21 | Дзержинский       | посёлок | ↘170      | Первоэртильское сельское поселение     |
| 22 | Дмитриевка        | посёлок | ↘302      | Первоэртильское сельское поселение     |
| 23 | Знаменка          | посёлок | ↘1        | Первоэртильское сельское поселение     |
| 24 | Ивановка          | посёлок | ↘113      | Первомайское сельское поселение        |
| 25 | Ивановка          | посёлок | ↘1        | городское поселение город Эртиль       |
| 26 | Израильский       | посёлок | ↘1        | Александровское сельское поселение     |
| 27 | Колодеевка        | деревня | ↘101      | Самовецкое сельское поселение          |
| 28 | Комсомольское     | посёлок | ↘169      | Первомайское сельское поселение        |
| 29 | Копыл             | село    | ↘537      | Александровское сельское поселение     |
| 30 | Красинка          | посёлок | ↗28       | Морозовское сельское поселение         |
| 31 | Красноармейский   | посёлок | ↘454      | городское поселение город Эртиль       |
| 32 | Малореченский 1-й | посёлок | ↘13       | Буравцовское сельское поселение        |
| 33 | Малореченский 2-й | посёлок | ↘98       | Буравцовское сельское поселение        |
| 34 | Малые Ясырки      | село    | ↘42       | Борщёво-Песковское сельское поселение  |
| 35 | Марьевка          | посёлок | ↘215      | Морозовское сельское поселение         |
| 36 | Михайлов          | посёлок | ↘13       | Первомайское сельское поселение        |
| 37 | Михайловка        | посёлок | ↘1        | Первоэртильское сельское поселение     |
| 38 | Мичуринский       | посёлок | ↘291      | городское поселение город Эртиль       |
| 39 | Морозовка         | посёлок | ↘52       | Морозовское сельское поселение         |
| 40 | МТФ «Восход»      | посёлок | ↘394      | городское поселение город Эртиль       |
| 41 | Никольский        | посёлок | ↘89       | городское поселение город Эртиль       |
| 42 | Новогеоргиевка    | посёлок | ↘113      | Первоэртильское сельское поселение     |
| 43 | Октябрьский       | посёлок | ↘90       | Первомайское сельское поселение        |
| 44 | Орляновка         | посёлок | ↘32       | Первомайское сельское поселение        |
| 45 | Первомайский      | посёлок | ↘880      | Первомайское сельское поселение        |
| 46 | Перво-Эртиль      | посёлок | ↘356      | Первоэртильское сельское поселение     |
| 47 | Привольный        | посёлок | ↘79       | Ростошинское сельское поселение        |
| 48 | Прудки            | посёлок | ↘14       | Морозовское сельское поселение         |
| 49 | Ростоши           | село    | ↘1384     | Ростошинское сельское поселение        |
| 50 | Садовский         | посёлок | ↘16       | Буравцовское сельское поселение        |
| 51 | Семёновский       | посёлок | ↘68       | Буравцовское сельское поселение        |
| 52 | Сергеевка         | посёлок | ↘398      | Первомайское сельское поселение        |
| 53 | Сластёнка         | село    | ↘82       | Щучинско-Песковское сельское поселение |
| 54 | Сосновка          | посёлок | ↘145      | городское поселение город Эртиль       |
| 55 | Средний Самовец   | посёлок | ↘8        | Самовецкое сельское поселение          |
| 56 | Старый Эртиль     | село    | ↘376      | Щучинское сельское поселение           |
| 57 | Студёновка        | посёлок | ↘16       | Ячейское сельское поселение            |
| 58 | Чапаевское        | посёлок | ↘98       | городское поселение город Эртиль       |
| 59 | Шукавка           | село    | ↘157      | Морозовское сельское поселение         |
| 60 | Щучинские Пески   | село    | ↘672      | Щучинско-Песковское сельское поселение |
| 61 | Щучье             | село    | ↘1306     | Щучинское сельское поселение           |
| 62 | Эртиль            | город   | ↘9666     | городское поселение город Эртиль       |
| 63 | Ячейка            | село    | ↘525      | Ячейское сельское поселение            |

Упраздненные населенные пункты
23 ноября 2005 года были упразднены посёлки Платоновка, Путь Ленина, Свобода, Свободный и Троицкий.

## Руководители района
В период с 12 декабря 1962 года по 12 января 1965 года Эртильский район был упразднен.
Партийные
- Пискарев Иван Венедиктович (1938—1942) — секретарь РК ВКП(б);
- Филиппов Алексей Петрович (1942—1943) — секретарь РК ВКП(б);
- Зеленев Владимир Андреевич (1943—1947) — секретарь РК ВКП(б);
- Алексеенко Иван Иванович (1947—1951) — секретарь РК ВКП(б);
- Шматов Иван Федорович (1951—1956) — первый секретарь РК КПСС;
- Николаев Владимир Федорович (1956—1960) — первый секретарь РК КПСС;
- Ефремова Зинаида Дмитриевна (1960—1962) — первый секретарь РК КПСС;
- Кустов Василий Антонович (1965—1971) — первый секретарь РК КПСС;
- Песков Василий Иванович (1971—1978) — первый секретарь РК КПСС;
- Медведев Иван Николаевич (1978—1980) — первый секретарь РК КПСС;
- Субботина Наталья Ивановна (1980—1991) — первый секретарь РК КПСС.

Советские
- Филиппов Алексей Петрович (1938—1942) — председатель исполкома районного Совета депутатов трудящихся;
- Чернышев Петр Васильевич (несколько месяцев 1942) — председатель исполкома районного Совета депутатов трудящихся;
- Зеленев Владимир Андреевич (несколько месяцев 1943) — председатель исполкома районного Совета депутатов трудящихся;
- Стародубцев Антон Карпович (1943—1951) — председатель исполкома районного Совета депутатов трудящихся;
- Чуйков Иван Ильич (1951—1953) — председатель исполкома районного Совета депутатов трудящихся;
- Спасибо Владимир Павлович (1953—1955) — председатель исполкома районного Совета депутатов трудящихся;
- Смирнов Владимир Михайлович (1955—1957) — председатель исполкома районного Совета депутатов трудящихся;
- Дрепин Иван Федотович (1957—1962) — председатель исполкома районного Совета депутатов трудящихся;
- Погребцов Владимир Петрович (1965—1977) — председатель исполкома районного Совета депутатов трудящихся;
- Медведев Иван Николаевич (1977—1978) — председатель исполкома районного Совета депутатов трудящихся;
- Трунов Владимир Иванович (1978—1981) — председатель исполкома районного Совета депутатов трудящихся;
- Хитров Михаил Николаевич (1981—1987) — председатель исполкома районного Совета депутатов трудящихся;
- Понитков Анатолий Иванович (1987—1991) — председатель исполкома районного Совета депутатов трудящихся.

Главы администрации и местного самоуправления
- Понитков Анатолий Иванович (1991—1992) — глава администрации Эртильского района;
- Щеголев Вячеслав Васильевич (1992—1995) — глава администрации Эртильского района;
- Хитров Михаил Николаевич (1995—1997) — избран населением Эртильского района главной местного самоуправления района;
- Овсянников Виктор Николаевич (1997—2001) — глава местного самоуправления района;
- Щеголев Вячеслав Васильевич (2001—2003) — глава Эртильского района;
- Парахин Николай Алексеевич (2003—2009) — глава Эртильского района;
- Бычуткин Сергей Игнатьевич (2009—2021) — глава администрации Эртильского муниципального района.
- Лесников Иван Владимирович (2022 - по настоящее время) - глава Эртильского муниципального района.

## Экономика
Сельхозугодия занимают площадь 131,4 тыс. га, в том числе пашни — 102,1 тыс. га. Производством сельхозпродукции занимаются 154 предприятия, из них 135 крестьянских (фермерских) хозяйств.
Промышленность района представлена 6 предприятиями с общей численностью занятых 1,3 тыс. человек. ОАО «Эртильский литейно-механический завод» и ОАО «Эртильский опытный механический завод» выпускают оборудование и запчасти для АПК и перерабатывающей промышленности. ОАО «Комбинат молочных продуктов «Эртильский» перерабатывает продукцию АПК. Выработкой сахарного песка занимается ООО «Эртильский сахар». Транспортные услуги в районе оказывают 2 предприятия: ОАО «Эртильское АТП» и ООО «Автомобилист». Торговое обслуживание населения осуществляют 159 торговых точек, бытовое — 75 предприятий и частных предпринимателей. В июне 2004 года сдан в эксплуатацию завод растительных масел «Эртильский».

## Транспорт
Через район проходит тупиковая железнодорожная ветвь, соединяющая город Эртиль и поселок городского типа Мордово Тамбовской области. По железной дороге кроме грузовых осуществляются и пассажирские перевозки по маршруту «Эртиль—Елец», следующий через станции Грязи и Липецк.
Также осуществляется автобусное сообщение. С Центрального автовокзала города Воронеж отправляются автобусы по маршрутам «Воронеж—Жердевка», "Воронеж - Борисоглебск" и "Воронеж - Терновка", проходящие через Эртиль. С Левобережного автовокзала города Воронеж осуществляются прямые маршруты до города Эртиль, проходящие через Лиман, Панино, Большой Самовец. Автобусное сообщение также осуществляется с городом Липецк.
В городе Эртиль действует автобусная станция, которая осуществляет автобусное сообщение с населёнными пунктами Эртильского района.

## Культура
В районе действуют 19 общеобразовательных школ, 12 дошкольных учреждений, детско-юношеская спортшкола, профессиональное училище, краеведческий музей. В образовательных учреждениях района обучается и воспитывается 3800 учащихся, 385 дошкольников. К услугам населения предоставлены 28 библиотек, 31 клубное учреждение, детская музыкальная школа.

## Памятники и достопримечательности
| №  | Наименование памятника                                                                     | Дата возникновения         | Место нахождения                                                                  |
| -- | ------------------------------------------------------------------------------------------ | -------------------------- | --------------------------------------------------------------------------------- |
| 1  | Церковь Рождества Пресвятой Богородицы                                                     | 1781                       | с. Ростоши                                                                        |
| 2  | Церковь Михаила Архангела                                                                  |                            | с. Малые Ясырки                                                                   |
| 3  | Церковь Димитрия Солунского                                                                | 1800                       | с. Щучье                                                                          |
| 4  | Церковь Михаила Архангела                                                                  |                            | с. Ячейка                                                                         |
| 5  | Купеческий дом                                                                             | конец XIX века             | с. Щучье                                                                          |
| 6  | Земская больница                                                                           | начало XIX века            | с. Щучье                                                                          |
| 7  | Купеческие лавки                                                                           | начало XIX века            | с. Щучье                                                                          |
| 8  | Здание школы                                                                               |                            | с. Ячейка                                                                         |
| 9  | Здание школы                                                                               | 1907                       | с. Старый Эртиль                                                                  |
| 10 | Земская больница                                                                           |                            | с. Ростоши                                                                        |
| 11 | Земская школа (теперь библиотека)                                                          |                            | с. Ростоши                                                                        |
| 12 | Караулка при церкви                                                                        | 1935                       | с. Ростоши                                                                        |
| 13 | Посадка лесопарка на реке Токай в имении князей Дондуковых-Корсаковых                      | 1898—1903                  | Окраина «Дондуковской дачи»                                                       |
| 14 | Надгробная плита с могилы поручика Полякова                                                | начало XX века             | Окраина «Дондуковской дачи»                                                       |
| 15 | Дом-усадьба братьев Юрьевых                                                                | начало XX века             | с. Ростоши                                                                        |
| 16 | Жилые дома постройки                                                                       | конец XIX — начало XX века | с. Ростоши, Щучье, Малые Ясырки, Копыл, Б.-Пески, Б. Матреновка, Гнилуша, Шукавка |
| 17 | Купеческий дом (теперь здание администрации)                                               |                            | с. Битюг-Матреновка                                                               |
| 18 | Памятник «Скорбящая мать» и захоронение красных курсантов — всего 206 человек              | 1957                       | с. Щучье                                                                          |
| 19 | Обелиск над братской могилой красноармейцев (не менее 64 захороненных)                     | 1932                       | южнее с. Битюг-Матреновка                                                         |
| 20 | Братская могила односельчан героев гражданской войны                                       | 1958                       | Перезахоронение у церкви с. Ростоши                                               |
| 21 | Мемориальный памятник воинам-односельчанам. "Их имена бессмертны, помните их, потомки"     | 1975                       | с. Ростоши, сквер в центре села                                                   |
| 22 | Памятник воинам-односельчанам, погибшим в годы ВОВ 1941—1945 гг.                           | 1975                       | с. Щучье                                                                          |
| 23 | Воинам-односельчанам, погибшим в 1941—1945 гг.                                             | 1985                       | с. Копыл                                                                          |
| 24 | Скульптура «Вы не забыты, односельчане», 1941—1945 гг.                                     | 1968                       | д. Буравцовка                                                                     |
| 25 | «Вечная слава воинам, павшим за честь, свободу и независимость нашей Родины 1941—1945 гг.» | 1975                       | АОЗТ «Красноармейское». Перенесён на территорию МКОУ "Красноармейская ООШ"        |
| 26 | Монумент «Слава павшим героям»                                                             | 1976                       | пос. Первый Эртиль                                                                |
| 27 | «Они сражались за Родину»                                                                  | 1975                       | пос. Первомайский                                                                 |
| 28 | «1941—1945» (обелиск)                                                                      | 1974                       | с. Щучье-Пески                                                                    |
| 29 | «Они погибли, защищая Родину»                                                              | 1985                       | с. Большая Добринка                                                               |
| 30 | «Воинам-односельчанам, павшим в боях»                                                      | 1985                       | пос. Марьевка                                                                     |
| 31 | «Погибшим воинам-односельчанам»                                                            | 1975                       | с. Ячейка                                                                         |
| 32 | «Погибшим воинам-односельчанам»                                                            | 1975                       | пос. Дмитриевка                                                                   |
| 33 | «Погибшим воинам-односельчанам»                                                            | 1985                       | с. Большой Самовец                                                                |
| 34 | Скульптура «Погибшим воинам-землякам»                                                      | 1985                       | пос. Сергеевка                                                                    |
| 35 | Скульптурная группа в память о погибших односельчанах                                      |                            | с. Битюг-Матреновка                                                               |
| 36 | Могила Бакро и Климонтова                                                                  | 1942                       | кладбище с. Большой Самовец                                                       |
| 37 | Могила лётчиков Брылева, Кривопешина и Бойкова                                             | декабрь 1944               | с. Щучье                                                                          |
| 38 | Могила лётчика Чёрного Н. Н. с обелиском                                                   | 1948                       | с. Ростоши                                                                        |
| 39 | Могила лётчика Ускова Ф. М.                                                                | 1943                       | с. Ячейка, кладбище                                                               |
| 40 | Братская могила (10 умерших от ран)                                                        | 1942—1943                  | с. Щучье                                                                          |
| 41 | Могила Героя Советского Союза В. И. Сотникова                                              | 1978                       | с. Гороховка                                                                      |
| 42 | Могила полного кавалера ордена Славы Рудницких И. Д.                                       |                            | с. Большой Самовец, кладбище                                                      |
| 43 | Могила воина-интернационалиста Усова А. И.                                                 | 1981                       | пос. Ново-Георгиевка                                                              |
| 44 | Памятный крест церкви Вознесения                                                           |                            | с. Битюг-Матреновка                                                               |
| 45 | Скульптура В. И. Ленина                                                                    |                            | с. Щучье                                                                          |
| 46 | Скульптура В. И. Ленина                                                                    | 1981                       | с. Б.-Пески                                                                       |
| 47 | Бюст Я. М. Свердлова                                                                       | 1972                       | с. Битюг-Матреновка                                                               |

### Памятники археологии
На территории Эртильского района находится большое количество курганов и поселений, относящихся к эпохе бронзы и неолита.
| №  | Наименование памятника                               | Дата возникновения   | Место нахождения                        |
| -- | ---------------------------------------------------- | -------------------- | --------------------------------------- |
| 1  | Стоянка-1                                            | эпоха бронзы         | с. Малые Ясырки, северная окраина       |
| 2  | Стоянка-2                                            | эпоха бронзы         | с. Малые Ясырки, северная окраина       |
| 3  | Стоянка-1                                            | эпоха бронзы         | 1,2 км ю-з с. Борщево-Пески             |
| 4  | Стоянка-2                                            | эпоха бронзы         | 1,5 км западнее шоссе Щ-Пески           |
| 5  | Стоянка-3                                            | эпоха бронзы         | ю-з окраина с. Борщево-Пески            |
| 6  | Стоянка-3                                            | эпоха бронзы         | 2,5 км ю-з центра с. Щ. Пески           |
| 7  | Стоянка-2                                            | неолит               | 2 км ю-з с. Щ. Пески                    |
| 8  | Стоянка-1                                            | эпоха бронзы         | 1,5 км ю-з с. Щ. Пески                  |
| 9  | Стоянка 1 о/л «Ласточка»                             | эпоха бронзы         | 3 км от южной окраины с. Щ. Пески       |
| 10 | Стоянка-2 о/л «Ласточка»                             | эпоха бронзы         | 1 км западнее от дет. лагеря «Ласточка» |
| 11 | Стоянка-3 о/л «Ласточка»                             | эпоха бронзы         | у западной окраины л. «Ласточка»        |
| 12 | Стоянка-1 у с. Щучье                                 | эпоха бронзы         | 1,5 км западнее л. «Ласточка»           |
| 13 | Стоянка-2 у с. Щучье                                 | неолит               | 1,2 км ю-з л. «Ласточка»                |
| 14 | Стоянка-1 с. Старый Эртиль                           | эпоха бронзы         | 0,5 км ю-в с. С. Эртиль                 |
| 15 | Стоянка-2 с. С. Эртиль                               | эпоха бронзы         | 0,4 км южнее с. С. Эртиль               |
| 16 | Стоянка у с. Гороховка                               | неолит, эпоха бронзы | 0,8 км севернее с. Гороховка            |
| 17 | Стоянка у с. Битюг-Матреновка                        | эпоха бронзы         | 0,6 км ю-з с. Б. Матреновка             |
| 18 | Стоянка-1 у с. Вязковка                              | эпоха бронзы         | 0,9 км с-в с. Гнилуша                   |
| 19 | Стоянка-2 у с. Вязковка                              | эпоха бронзы         | южная окраина с. Вязковка               |
| 20 | Могильный курган у с. Гороховка                      | эпоха бронзы         | 0,8 км с-з с. С. Эртиль                 |
| 21 | Курган у с.Ячейка                                    | эпоха бронзы         | 2 км западнее с. Ячейка                 |
| 22 | Курган у пос. Виноградовка                           | эпоха бронзы         | пос. Виноградовка                       |
| 23 | Курганный могильник у п. Троицкий                    | эпоха бронзы         | 2 км ю-з с. Павловка                    |
| 24 | Курган у пос. Троицкий                               | эпоха бронзы         | 0,4 км ю-в пос. Троицкий                |
| 25 | Курганный могильник у п. Введенка                    | эпоха бронзы         | 0,9 км восточнее п. Введенка            |
| 26 | Курганный могильник на месте бывшего пос. Кр. Курлак | эпоха бронзы         | 2 км ю-в бывшего п. Кр. Курлак          |
| 27 | Курганный могильник у д. Бегичево                    | эпоха бронзы         | 1,4 км ю-в д. Бегичево                  |
| 28 | Курган у с. Александровка                            | эпоха бронзы         | 2 км ю-в с. Алесандровка                |
| 29 | Курган-1 у с. Ростоши                                | эпоха бронзы         | 2 км ю-в с. Ростоши                     |
| 30 | Курган-2 у с. Ростоши                                | эпоха бронзы         | 0,8 км восточнее с. Ростоши             |
| 31 | Курганный могильник у п. Свободный                   | эпоха бронзы         | 0,7 км ю-в пос. Свободный               |
| 32 | Курганный могильник у п. Михайлов                    | эпоха бронзы         | 1 км с-з п. Михайлов                    |
| 33 | Курганный могильник у с. Б. Пески                    | эпоха бронзы         | 0,6 км с-в с. Б. Пески                  |
| 34 | Курганный могильник у с. Б. Пески                    | эпоха бронзы         | 0,5 км восточнее с. Б. Пески            |
| 35 | Курганный могильник-3 у с. Б. Пески                  | эпоха бронзы         | 0,7 км с-в с. Б. Пески                  |
| 36 | Курган у п. Первомайский                             | эпоха бронзы         | 0,5 км ю-в п. Первомайский              |
| 37 | Курганная группа на землях АОЗТ «Красноармейское»    | эпоха бронзы         | 0,2 км севернее шоссе «Воронеж-Эртиль»  |